# Astragalus kasachstanicus
Astragalus kasachstanicus är en ärtväxtart som beskrevs av Vitaliǐ Petrovich Goloskokov. Astragalus kasachstanicus ingår i släktet vedlar, och familjen ärtväxter. Inga underarter finns listade i Catalogue of Life.